# Aude Mermilliod
Aude Mermilliod est une auteure de bande dessinée et blogueuse française née en 1986 à Lyon.

## Biographie
Aude Mermilliod descend d'une famille implantée dans le Sud (Cannes et Nice) et elle est née à Lyon. Elle passe le baccalauréat d'arts appliqués puis s'essaie à d'autres études de mode et de Beaux-Arts, sans succès. En matière de graphisme, elle est autodidacte ; elle  se dit profondément influencée par Edmond Baudoin. Elle apprend le dessin tout en exerçant le métier de serveuse à Bruxelles pendant cinq ans ; en parallèle, elle tient un blog de voyages. Ces expériences donnent lieu à la publication d'un livre électronique, en collaboration avec Ryan Escados, sur le voyage en solitaire : L'Art de voyager seule quand on est une femme.
Dans le même temps, elle prépare le prix Raymond Leblanc de la jeune création, pour lequel elle propose trois planches, et qu'elle remporte. À partir du projet ayant remporté le prix Raymond Leblanc (15 000€), elle travaille donc deux ans sur l'album Les Reflets changeants, publié en 2017 ; l'ouvrage est d'inspiration autobiographique, le personnage d'Émile s'inspirant de son propre grand-père. L'album met en scène les destins croisés d'Elsa (22 ans), Jean (53 ans) et Émile (presque octogénaire), sur une période de quelques jours à Nice,. L'album fera partie de six finalistes au 6e prix de la BD Fnac.
Aude Mermilliod élabore ensuite une bande dessinée sur l'interruption volontaire de grossesse : Il fallait que je vous le dise paraît en mars 2019 dans lequel elle raconte sa propre expérience, avec une préface de Martin Winckler, dont l'ouvrage Le Chœur des femmes l'a beaucoup marquée. L'auteure évoque la découverte de sa grossesse, malgré un stérilet, lorsqu'elle est serveuse à Bruxelles en 2011. Elle relate les affres physiques et psychologiques de cet avortement. L'album obtient un accueil critique très positif, tant dans la presse généraliste que dans les médias bédéphiles. L'œuvre figure dans une exposition sur les femmes dans la bande dessinée à Laroque-des-Albères en août 2019.
En avril 2021, elle livre une interprétation du Chœur des femmes sous la forme d'un roman graphique mettant en scène une jeune interne brillante qui passe par un service destiné à la santé des femmes, auprès d'un médecin dont l'approche originale va « bouleverser la vision de médecine et du soin de la jeune femme, et aussi sa vie ».
Elle relate ensuite dans Éclore, publié en 2024, l'expérience traumatique du viol qu'elle a subi à 14 ans, et ses répercussions dans sa vie. Elle raconte ses sentiments de honte à l'adolescence, ses angoisses, ses explorations sexuelles, sa résilience et son cheminement vers la reconstruction de soi. Bien qu'autobiographique, ce récit aborde la sexualité féminine de manière à faire écho chez ses lecteurs,.
Aude Mermilliod est également la co-scénariste, en binôme avec Jean-Louis Tripp, du diptyque Les vents ovales, dessiné par Horne Perreard et publié, toujours en 2024, aux éditions Dupuis. Le premier album intitulé Yveline décroche le prix La Bibliotèca du livre de rugby de l’année, prix littéraire récompensant le meilleur ouvrage de rugby de l'année,.

## Œuvres
- Les Reflets changeants (scénario, dessin et couleurs), Le Lombard, août 2017  (ISBN 978-2-8036-7020-8) (BNF 45337899)
- Il fallait que je vous le dise (scénario, dessin et couleurs), Casterman, mars 2019  (ISBN 978-2-203-15373-8) (BNF 45720294)
- Le Chœur des femmes (adaptation, dessin et couleurs), Le Lombard, avril 2021  (ISBN 978-2-8036-7713-9)
- Éclore (scénario, dessin et couleurs), Casterman, septembre 2024   (ISBN 978-2-2032-4389-7)
- Les vents ovales, (co-scénario avec Jean-Louis Tripp, dessin de Horne Perreard), Dupuis,
  - Yveline, mai 2024  (ISBN 979-1-0347-6234-7)
  - Monique, octobre 2024  (ISBN 978-2-8085-0275-7)

## Récompenses
- 2015 : prix Raymond Leblanc de la jeune création[1] ;
- 2018 : prix de la ville de Sérignan au 23e festival de la bande dessinée pour Les reflets changeants[19] ;
- 2019 : prix Région Centre-Val-de-Loire pour Il fallait que je vous le dise.
- 2025 : Prix La Bibliotèca du livre de rugby de l’année pour le tome 1 Yveline de la série Les vents ovales avec Jean-Louis Tripp et Horne Perreard[17],[18]

#### Chroniques
- C.B., « Les Reflets changeants », Le Vif/L'Express,‎ 1er septembre 2017.
- Thérèse Courvoisier, « Martin Winckler et Aude Mermilliod s'engagent dans un album... », Tribune de Genève,‎ 15 mai 2019.
- Daniel Couvreur, « Les beautés simples de la destinée », Le Soir,‎ 19 août 2017.
- Michaël Degré, « L'utérus entre deux chaises », L'Avenir,‎ 15 mai 2019.
- Silvia Galipeau, « L'avortement comme on ne vous l' a jamais raconté », La Presse+,‎ 12 juin 2019 (lire en ligne).
- Laurence Houot, « BD. "Il fallait que je vous le dise" d'Aude Mermilliod : l'avortement, une affaire pas si simple », sur francetvinfo.fr, 3 mai 2019.
- Jean-Samuel Kriegk, « L'IVG en un témoignage poignant dans une BD », HuffPost - France,‎ 20 mai 2019 (lire en ligne).
- Hubert Leclercq, « Chemins croisés », La Dernière Heure,‎ 19 août 2017.
- Hubert Leclercq, « Chemins croisés », La Libre Belgique,‎ 28 août 2017.
- Jean-Dominique Leduc, « L'indicible », Le Journal de Montréal,‎ 27 juillet 2019.
- François Lemay, « Critique livre - "Il fallait que je vous le dise": joindre l'utile au beau », Le Devoir,‎ 29 juin 2019 (lire en ligne).
- Christophe Levent, « D'abord, il y a Elsa, 22 ans, ancienne complexée... », Aujourd'hui en France,‎ 3 septembre 2017.
- Michel Litout, « La sélection des albums du week-end : Témoignage poignant sur l'IVG », L'Indépendant,‎ 19 mai 2019 (lire en ligne).
- Michel Litout, « Le témoignage d'Aude Mermilliod sur l'IVG », L'Indépendant,‎ 1er août 2019.
- « Aimer à tout âge », Le Figaro littéraire,‎ 18 janvier 2018.

#### Interviews
- Aude Mermilliod (int.) et Flavie Gauthier, « Prix Leblanc: "Une histoire familiale" », Le Soir,‎ 4 septembre 2015.
- Aude Mermillliod (interviewée) et Pierre Burssens, « Entretien avec Aude Mermilliod », sur Auracan, 1er septembre 2017.
- Aude Mermilliod (interviewée) et Julie Braun, « Aude Mermilliod jeune auteure coup de cœur », Flair,‎ 27 septembre 2017.
- Aude Mermilliod (interviewée) et Mathilde Trg, « L’IVG racontée dans une puissante BD (avec Martin Winckler !) », sur Mademoizelle, 8 mai 2019.
- Aude Mermilliod (interviewée) et Justine Leupe, « Aude Mermilliod aborde l’IVG dans une BD », sur Femmes d'Aujourd'hui, 15 mai 2019.
- Aude Mermillliod (interviewée) et Thomas Figueres, « Aude Mermilliod (Il fallait que je vous le dise) : "Je ne suis pas dans une démarche prescriptrice" », sur Actua BD, 17 mai 2019.
- Aude Mermilliod (interviewée) et Julie Braun, « Avortement : elle brise le tabou. “Personne ne comprenait ma tristesse” », Flair,‎ 19 juin 2019.
- Aude Mermillliod (interviewée) et Adrien Cambron, « Ma démarche, c’était d’être très délicate avec les lecteurs et lectrices », sur Le Suricate magazine, 10 septembre 2024.
- Aude Mermillliod (interviewée) et Christian MISSIA Dio, « Aude Mermilliod (Éclore) : « Un livre qui clôture ma première partie de carrière » », sur Actua BD, 11 février 2025.